# کلیسای ماریانه مقدس، آشتاراک
کلیسای ماریانه مقدس (ارمنی: Սուրբ Մարիանե եկեղեցի; انگلیسی: Saint Marianeh Church) یک کلیسا حواری ارمنی واقع در آشتاراک، در استان آراگاتسوتن، ارمنستان می‌باشد. ساخت و ساز این ساختمان در سال ۱۲۷۱ میلادی؛ به پایان رسید. این بنا به سبک معماری ارمنی طراحی شده است.